# Віялохвістка ренельська
Віялохвістка ренельська (Rhipidura rennelliana) — вид горобцеподібних птахів родини віялохвісткових (Rhipiduridae).

## Поширення
Ендемік острова Реннелл з архіпелагу Соломонових островів. Його природним середовищем існування є тропічні вологі ліси.